# Chamaedorea glaucifolia
Chamaedorea glaucifolia es una especie de palmera que se distribuye por México en Chiapas.

## Descripción
Son palmas con tallos solitarios,  erectos que alcanzan un tamaño de 5 m de altura. El tallo de 2-3,5 cm de diámetro, verde, con anillos prominentes, entrenudos de 25-35 cm de largo. Las hojas: 3-5, pinnadas, erectas, ascendentes,  la vaina de 25-40 cm de largo, tubular, verde, abierta oblicuamente hacia el ápice, largo pecíolo de 15-40 cm, ligeramente acanalado y verde, sobre todo hacia la base, redondeado y de color verde glauco; raquis de 1 - 2 m de largo, en ángulo. Las inflorescencias son infrafoliares,  erectas, solitarias, con pedúnculos de 50 cm de largo, grueso ±, 7 mm de diámetro. El fruto globoso, de color negro.

## Taxonomía
Chamaedorea glaucifolia fue descrita por Hermann Wendland y publicado en Index Palmarum 12, 64, en el año 1854.
Etimología
Chamaedorea: nombre genérico que deriva de las palabras griegas: χαμαί (chamai), que significa "sobre el terreno", y δωρεά (dorea) , que significa "regalo", en referencia a las frutas fácilmente alcanzadas en la naturaleza por el bajo crecimiento de las plantas.
glaucifolia, epíteto latino que significa glaucus = de color gris y folia =  hojas, en referencia a las hojas, pecíolos y raquis que son glaucas.
Sinonimia
- Chamaedorea crucifolia Hook.f.
- Chamaedorea elegantissima hort.
- Chamaedorea glaucophylla hort.
- Discoma glaucifolia (H.Wendl.) O.F.Cook
- Nunnezharia glaucifolia (H.Wendl.) Kuntze[6]